# Cystisoma fabricii
Cystisoma fabricii är en kräftdjursart som beskrevs av Stebbing 1888. Cystisoma fabricii ingår i släktet Cystisoma och familjen Cystisomatidae. Inga underarter finns listade i Catalogue of Life.